# 京極勝秀
京極 勝秀（きょうごく かつひで　永享5年（1433年） - 応仁2年6月17日（1468年7月6日））は、室町時代後期の京極氏の武将。京極持清の長男。兄弟に政光、政経、畠山政長室。子に孫童子丸、高清（弟とも）。
幼名は三郎。室町幕府第7代将軍足利義勝の存命中に元服、義勝から偏諱を賜って勝秀と名乗る。
その後、応仁元年（1467年）に応仁の乱が起こると、父持清とともに、従兄弟にあたる細川勝元の率いる東軍に属する。翌応仁2年（1468年）に勝秀は近江で六角政堯と共に西軍についた六角高頼と戦うが、その最中に父に先立ち病死した。
2年後に持清も死去、京極氏は後継者を巡ってお家騒動（京極騒乱）を勃発させてしまった。